# 曹聯桂
曹聯桂（1803年—1854年），字子固，号馨山。江西省南昌府新建縣（今屬南昌市）人，清朝政治人物、榜眼。

## 生平
道光二年，順天鄉試中舉人。道光十五年（1835年）乙未科第一甲第二名進士及第（榜眼），授翰林院编修。之后外任，出任江蘇淮安府知府、湖南衡州府知府。

## 家庭及關聯
- 八世祖：曹以炳。
- 七世祖：曹建治。
- 六世祖：曹家甲（1655年－1723年），康熙三十六年進士，官福建龍溪縣知縣。
- 五世祖：曹繩彬。
- 高祖父：曹茂先（1698年－1764年），拔貢生，山西交城縣知縣，乾隆二十四年薦舉明經。
- 曾祖父：曹詠祖，乾隆十二年舉人。
- 祖父：曹庠業（1751年－1799年），拔貢生，官四川瀘州直隸州知州、夔州府知府。
- 父：曹熊（1781年－1825年），嘉慶十四年進士，官至掌印監察御史。